# Chiasmodon asper
Chiasmodon asper är en fiskart som beskrevs av Melo 2009. Chiasmodon asper ingår i släktet Chiasmodon och familjen Chiasmodontidae. Inga underarter finns listade i Catalogue of Life.